# ハイメ・ラレード
ハイメ・ラレード（Jaime Laredo, 1941年6月7日 - ）は、アメリカ合衆国のヴァイオリニスト、指揮者。ハイメ・ラレードという表記はスペイン語の発音に準ずるものだが、英語読みに従って、ジェイミー・ラレードと呼ばれる場合もある。

## 人物・来歴
ボリビアのコチャバンバ出身。5歳で音楽を始め、1948年に北米入りしてアントニオ・デグラスに学ぶ。フランク・ハウザーにも入門した後クリーブランドに移り、1953年にジョーゼフ・ギンゴールドに師事した後、カーティス音楽院でイヴァン・ガラミアンの薫陶を受ける。
1960年10月にカーネギーホールで開いたリサイタルは高く評価され、その後の経歴を築く上で手助けとなった。翌1961年にはロンドンのロイヤル・アルバート・ホールに出演。その後は欧米の多くの主要なオーケストラ（ボストン交響楽団、シカゴ交響楽団、ニューヨーク・フィルハーモニック、クリーヴランド管弦楽団、フィラデルフィア管弦楽団、ロンドン交響楽団、ロイヤル・フィルハーモニー管弦楽団、シラキューズ交響楽団）と共演を重ねる。
ヴィオラ奏者や室内楽奏者としても活躍し、アイザック・スターンやヨーヨー・マ、エマニュエル・アックスらとのコンビでピアノ四重奏団として録音を残した。カリクシュタイン＝ラレード＝ロビンソン・トリオとしても活動している。グレン・グールドと共演した録音も名高い。1999年よりヴァーモント交響楽団の指揮者を務めている。現在、インディアナ大学音楽学部（ジェイコブズ音楽院）の教授を務める。
ロシア系ユダヤ人ピアニストのルース・ラレードは元夫人。